# Буркард I фон Финстинген
Буркард I фон Финстинген-Бракенкопф (на немски: Burkard I von Vinstingen-Brackenkopf; * пр. 1339; † 20 март 1377) е граф, господар на Финстинген-Бракенкопф-Шьонекен в Рейнланд-Пфалц.

## Произход
Той е четвъртият син на Хайнрих I „Стари“ фон Финстинген († 1335) и съпругата му Валбурга фон Хорбург († 1362), дъщеря на Буркард фон Хорбург († 25 май 1315) и Аделхайд фон Фрайбург († 1300), дъщеря на граф Конрад I фон Урах-Фрайбург († 1271/1272) и София фон Хоенцолерн († ок. 1270). Брат е на Улрих фон Финстинген († 1387/1389), ландфогт в Елзас, господар на Фалкенберг, Йохан II фон Финстинген († 1379), ландфогт в Елзас, капитулар в Страсбург и Кьолн, Хайнрих фон Финстинген-Бракенкопф († сл. 1339), и Валентин фон Финстинген († сл. 1359), абат на Горце.

## Фамилия
Първи брак: през 1356 г. с Маргарета фон Хайнсберг-Фалкенбург († сл. 18 октомври 1360/1364), вдовица на Хартрад фон Шьонекен († 1351), дъщеря на Райнолд I фон Фалкенбург († 1333) и Мария фон Боутерсхем († 1317). Те имат една:
- дъщеря, омъжена за граф Арнолд VI (V) фон Бланкенхайм († 11/22 април 1404)

Втори брак: пр. 2 януари 1362 г. с бургграфиня Бланшефлор фон Фалкенщайн († сл. 10 юни 1379), наследничка на Бетинген и Фалкенщайн, вдовица на Арнолд IV фон Бланкенхайм († 1358), дъщеря на Йохан фон Фалкенщайн, губернатор на Люксембург († 1351), и Хайлвиф д'Отел/де Круне фон Велденц († сл. 1335). Те имат децата:
- Йохан III фон Финстинген († сл. 1443), граф на Финстинген, женен I. за Агнес фон Цвайбрюкен-Бич († сл. 1384), II. сл. 27 юни 1396 г. за Аделхайд фон Лихтенберг († сл. 1429)
- Буркард II фон Финстинген-Бракенкопф († сл. 1389), женен на 20 януари 1371 г. за Елизабет фон Раполтщайн († 17 януари 1381)
- Маргарета фон Финстинген-Бракенкопф († ок. 1444), омъжена пр. 28 април 1385 г. за граф Ханеман I фон Цвайбрюкен-Бич († 1399/10 април 1400)